# Paragalepsus nigericus
Paragalepsus nigericus es una especie de mantis de la familia Tarachodidae.

## Distribución geográfica
Se encuentra en Camerún y Nigeria.